# Irene León
Irene León Trujillo (Cayambe, 31 de julho de 1957) é uma socióloga, analista de política internacional do Equador, especialista em alternativas à globalização e direito à comunicação. Em 2024 pesquisa e escreve sobre a guerra cognitiva no contexto da comunicação, a neurociência e da sociologia.

## Trajetória
Doutora em sociologia pela Universidade de Montreal (1989).  Faz parte do Foro Social Mundial desde seu início em 2001, trabalhando especialmente nos eixos transversais de alternativas à globalização e direito à comunicação além de gênero e diversidade. Também faz parte do Foro Social das Américas e é membro da secretaria da Rede de Intelectuais, Artistas e Movimentos Sociais em Defesa da Humanidade. É também vice-presidenta do conselho diretivo da  Agência Latino-americana de Informação, criada em 1977 e dedicada ao acompanhamento aos processos de comunicação popular e organizações sociais.
De 2014 a 2016 foi assessora do gabinete do Ministro de Relações Exteriores e Mobilidade Humana com Ricardo Patiño à frente. g

### Guerra cognitiva
Irene León tem pesquisado a guerra cognitiva no marco da comunicação, a neurociência e a sociologia e denuncia que "o campo da informação, onde as notícias falsas ou a disseminação de dados falsificados se posicionaram como uma forma de fazer comunicação". Os avanços da Inteligência Artificial e a aprendizagem automática alerta León, facilitam o processo. "Com o recurso à agnotologia e o individualismo espera-se consumar o desinteresse no coletivo, principalmente na política, mas também no social e inclusive nas expressões culturais que não são organizadas a partir do mercado. Há um desdobramento tático especial para estabelecer uma data de validade à política, previamente enfraquecida tanto pela demonização aplicada em decorrência do neoliberalismo como pela extrema mercantilização atual.  Como resposta, segundo León, a chave é  desenvolver alerta precoces, ações preventivas e estratégias de resiliência.

## Publicações
- A ALVA: horizonte latinoamericano do Século XXI (2013) Irene León Coordenação. Fedaeps
- Eleições em Venezuela: leituras e aprendizagens (2013) com Ana Elisa Osorio, María Augusta Cale e María de Lourdes Urbaneja. Fedaeps
- Colonialismo e descolonização: novas versões em América Latina em Movimento N.º 474 - Diversidades N.º 4 "A descolonização inconclusa". ALAI e Fedaeps (2012)
- Mulheres em resistência: experiências, visões e propostas. (2005) Irene León Ed. 2005
- Apontes para uma crítica feminista do neoliberalismo global. Em Revista Pensamento Jurídico Feminista, n.º 2[9]
- Bom viver e mudanças civilizatórias. (2010) Fundação Equatoriana de Ação, Estudos e Participação Social ISBN 978-9942-9967-3-2
- Sumak Kawsay / Bom viver e mudanças civilizatórias (2010) Fundação Equatoriana de Ação, Estudos e Participação Social ISBN 978-9942-9967-4-9
- Colonialismo e descolonização: novas versões (2012) em Diversidades 4. América Latina em Movimento

- Afrodescendência: memória, presente e futuro, Diversidades N 3, América Latina em Movimento
- Latin America and the Trans /national Debate: A Conversation Piece (2011) com Donatella Alessandrini, Globalizations, 8 (2). pg. 179-195. ISSN 1474-7731. University of Kent, United Kindom
- [ligação inativa] (enlace rompido disponível em Internet Archive; veja-se o historial, a primeira versão e a última).Categoría:Wikipedia:Artículos con enlaces externos rotos As mulheres alimentam o mundo (2009) com Lidia Senra Entrepueblos
- A terra, o Sumak Kawsay e ae as mulhereenlace rompidosdisponível em Internet Archive(  ; veja-sehistorial o ,primeira versão a  eúltima aCategoría:Wikipedia:Artículos con enlaces externos rotos ). nAs mulheres alimentam ao mundo (2009) Entrepueblos, Espanha 2009 Leão, Irene, dir. (2009),
- Sexualidades diversas, políticas e dissidentes em Sexualidades dissidentes (2007) Diversidades N 2, América Latina em Movimento
- De feminismos, reptos e mudanças latino-americanas (2007) Revista Povos Não 31, 03-08, Madri, Espanha
- The World Social Fórum: Current Challenges and Future Perspectives (2007) em Jai Sen e Peter Waterman, com Sally Burch 2007 Leão, Irene and Burch, Sally  Black Rose Books, Montreal, New York, London 2006
- A outra América em debate: contribuas desde o 1er. Foro Social Américas  (2006)[10]
- Globalização: alternativas GLBT, Diálogo Sur-Sur LGBT (2003) com Phumi Mtetwa ISBN 9978-42-821-6
- De mulheres, vida e sementes (2003) em Horacio Martins de Carvalho, CLOC, Equador
- Apontes para uma crítica feminista do liberalismo. (2002) América Latina em Movimento
- Reptos feministas num mundo globalizado (2002) Compiladora. Foro Social Mundial, Porto Alegre 2002. Equador: ALAI Área Mulheres
- ALCA: De que direitos estamos a falar? em Mulheres contra o ALCA: razões e alternativas (2002) ALAI
- Feministas Globais, Lideranças Plurais, ALAI, Equador León, Irene, Coord. (2001),
- Pluralizar o mundo, diversificar as vozes, Balanço Conferência de Durban – ONU, ALAI, Equador León, Irene, Ed. (2001)
- Por um milénio diverso e plural, Foro das Américas pela Diversidade e a pluralidade, ALAI, Equador León, Irene, Ed. (2001)
- Plano de ação e Declarações Específicas, Conferência Mundial contra o Racismo, a Discriminação racial, a Xenofobia e outras formas Relacionadas de Intolerância, ONU -2001, ALAI, Equador León, Irene, Ed. (2001)
- Interdependências de comunicação e antipatriarcales. (2025) Vadell Editores
- A guerra cognitiva. e sua resposta de dano estrutural. (2025) Vozes do jornalista. Edição 499.